# Evald Sikk
Evald Sikk (ur. 10 lutego 1910 w Võru, zm. 8 sierpnia 1945 w Tarasowce w obwodzie moskiewskim) – estoński zapaśnik, olimpijczyk.
W 1936 roku wystąpił na igrzyskach olimpijskich w Berlinie, gdzie wystartował w stylu klasycznym do 56 kg. Odpadł w 4. rundzie eliminacyjnej, zajmując finalnie 6. pozycję wśród 18 startujących zapaśników. W tej samej kategorii zajął 6. miejsce na mistrzostwach Europy w 1938 roku.
Wielokrotny medalista mistrzostw Estonii w kategoriach wagowych do 56 i do 61 kg. W stylu klasycznym zdobył złoto w 1935 i 1936 roku, zaś srebro w latach 1932–1934. W stylu wolnym został mistrzem kraju w latach 1930 i 1936–1938, wicemistrzem w latach 1933–1934 i brązowym medalistą w 1931 roku.
Zginął w sowieckiej niewoli.